# إيرينا بيليك
إيرينا بيليك (بالأوكرانية: Ірина Білик) (و. 1970  م) هي مغنية، وشاعرة، وملحنة، ومذيعة، وشاعرة غنائية، وكاتِبة، ومقدمة تلفزيونية أوكرانية، ولدت في كييف، تستخدم آلات بيانو.

## التعليم
تعلمت في جامعة كييف الوطنية للثقافة والفنون.

## جوائز
حصلت على جوائز منها:
- جدارة فنان أوكرانيا  [لغات أخرى]‏
- فنان الشعب لأوكرانيا  [لغات أخرى]‏.

## وصلات خارجية
- إيرينا بيليك على موقع IMDb (الإنجليزية)
- إيرينا بيليك على موقع ميوزك برينز (الإنجليزية)
- إيرينا بيليك على موقع ديسكوغز (الإنجليزية)
- إيرينا بيليك على موقع كينوبويسك (الروسية)

- إيرينا بيليك في قاعدة بيانات الأفلام على الإنترنت